# Термінал ЗПГ Ямайка
Термінал ЗПГ Ямайка – інфраструктурний об’єкт для прийому та регазифікації зрідженого природного газу, споруджений для однойменної острівної держави.
В умовах зростаючого попиту на електроенергію у ряді країн басейну Карибського моря звернулись до розвитку теплоелектроенергетики на природному газі. При цьому, враховуючи острівний характер країн та відносно невеликі загальні обсяги споживання, найкращим способом доставки ресурсу виявився розвиток інфраструктури ЗПГ. В середині 2010-х років за проект ямайського імпортного терміналу взялась компанія New Fortress Energy. Для розміщення терміналу із річною потужністю у 0,2 млн.т ЗПГ обрали бухту Монтего на північному заході острова. Основним споживачем регазифікованої продукції стала ТЕС Bogue, споруджена з розрахунку на роботу на дизельному пальному. 
Для скорочення капітальних витрат обрали варіант з використанням плавучого сховища ЗПГ. У його якості виступив газовий танкер побудови 2003 року Golar Arctic, який прибув до Ямайки у другій половині 2016 року. Для початку судно вантажомністю 138500 м3 взято в оренду на два роки. Термінал розташували у 200 метрах від підхідного каналу до Port Esquivel в районі з глибиною 14 метрів. Це дозволило організувати швартовку плавучого сховища та газовозів без суттєвих днопоглиблювальних робіт.